# Saint-Félix-de-Pallières
Saint-Félix-de-Pallières – miejscowość i gmina we Francji, w regionie Oksytania, w departamencie Gard.
Według danych na rok 1990 gminę zamieszkiwało 167 osób, a gęstość zaludnienia wynosiła 9 osób/km² (wśród 1545 gmin Langwedocji-Roussillon Saint-Félix-de-Pallières plasuje się na 740. miejscu pod względem liczby ludności, natomiast pod względem powierzchni na miejscu 414.).